# Río Tagul
El río Tagul (del ruso: Тагул) es un río de Rusia que discurre por el óblast de Irkutsk en Siberia oriental. Es un afluente del río Biriusa por la orilla izquierda, por lo que es un subafluente del Yeniséi por el Taséyeva y el Angará.

## Geografía
La cuenca hidrográfica del Tagul tiene una superficie de 7.990 km². Su caudal medio, medido cerca de su confluencia es de 104 m³/s. 
El Tagul nace en la vertiente septentrional de los montes Sayanes orientales. Fluye globalmente en dirección norte. Su curso comporta numerosos meandros. desemboca en la orilla izquierda del Biriusa a la altura de la pequeña localidad de Taloye.
Permanece generalmente helado desde finales de octubre o principios de noviembre a principios de mayo.

## Hidrometría - El caudal mensual en Georgievka
El caudal del Tagul ha sido observado durante 36 años (1955-1990) en Georgievka, localidad situada a unos 12 km de su confluencia con el Biriusa.
El Tagul es un río abundante. El caudal medio interanual observado es de 104 m³/s para una superficie tenida en cuenta de 7.940 km², lo que corresponde a la casi totalidad de la cuenca hidrográfica del río que es de 7.990 km². La lámina de agua vertida en esta superficie alcanza los 414 mm anuales, que debe ser considerada como elevada, al menos para la cuenca del Angará.
Río alimentado esencialmente por las lluvias de verano-otoño, el Tagul es un río de régimen pluvial.
El Tagul presenta las fluctuaciones estacionales clásicas de los ríos de la cuenca del Angará, nacidos en la vertiente norte de los montes Sayanes orientales. Las crecidas se desarrollan en verano, de mayo a agosto incluido, y resultan de las precipitaciones de la estación. A partir del mes de septiembre, el caudal disminuye progresivamente hasta el fin del otoño. En noviembre llega el invierno siberiano con sus nevadas y heladas, momento en que el río presenta su estiaje de invierno, periodo que va de noviembre a principios de abril.
El caudal medio mensual observado en febrero (mínimo de estiaje) es de 15,8 m³/s, lo que supone más o menos el 7% del caudal medio del mes de julio, 223 m³/s. La amplitud de las variaciones estacionales puede ser calificada como relativamente moderada, al menos en el contexto de los ríos siberianos.
En los 36 años del periodo de estudio, el caudal mensual mínimo fue de 6,97 m³/s en marzo de 1974, mientras que el caudal medio mensual máximo fue de 505 m³/s en agosto de 1960. 

En lo que se refiere únicamente al periodo libre de hielos (de mayo a septiembre), el caudal mensual mínimo observado alcanzaba los 72,8 m³/s en septiembre de 1989.
Caudal medio mensual del Tagul (en m³/s) medido en la estación hidrométrica de Georgievka
Datos calculados en 36 años